# 1,1'-双(二苯基膦)二茂铁
1,1'-双（二苯基膦）二茂铁，常简写为“dppf”，是一种常用取代膦，也是有机金属化学中的常用配体。dppf在其骨架中含有一个铁原子并与另两个桥联二苯基膦密切相连，如 1,1-双(二苯基膦)甲烷 (dppm)或1,2-双(二苯基膦)乙烷 (dppe)。

## 制备
该化合物为商业市售试剂。可在TMEDA的存在下，通过二茂铁和正丁基锂下进行锂化反应，而后继续和二苯基氯化膦反应得到：

## 反应

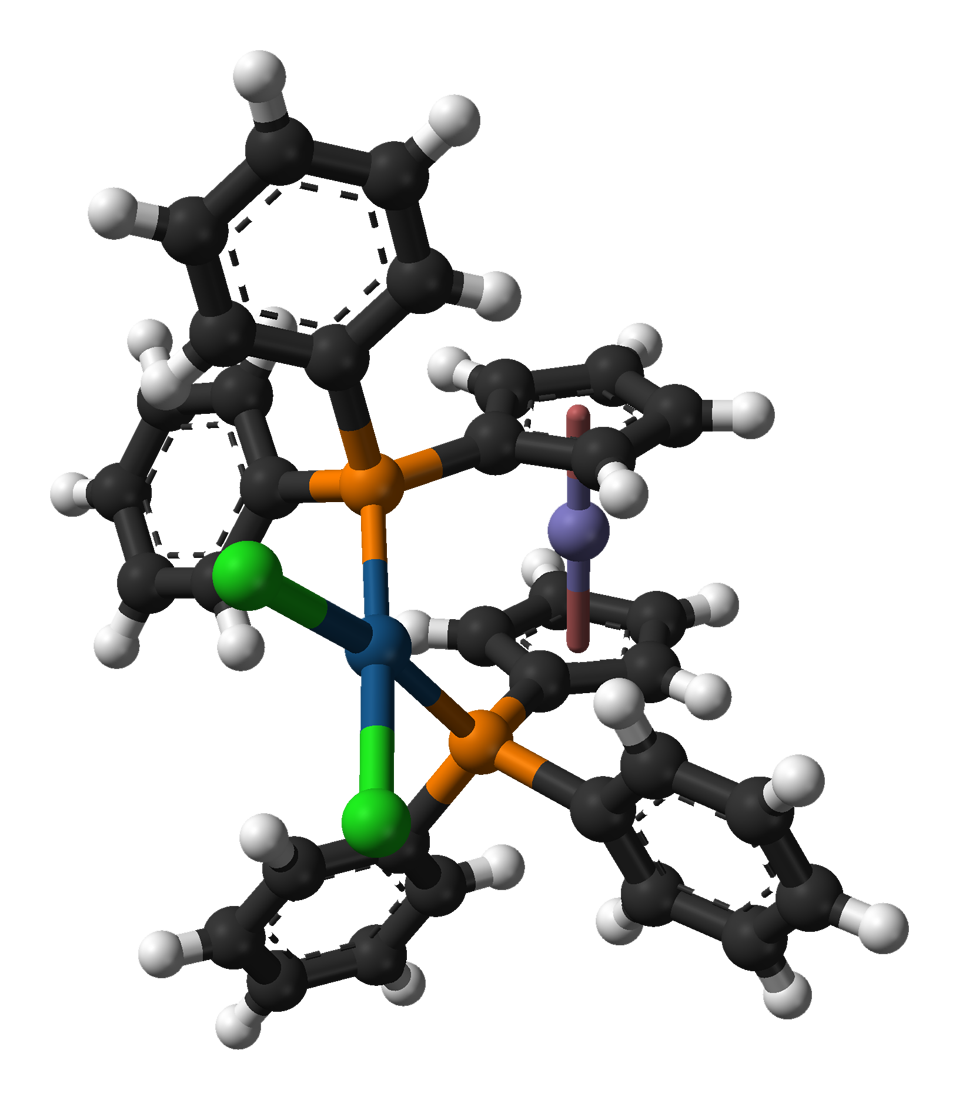
dppf和PtCl_{2}的络合物

Dppf可与各种金属形成络合物； 钯衍生物(dppf)PdCl2即是钯催化偶联反应中一种很流行的催化剂。它易于用常规方法制备：即通过dppf和氯化钯的乙腈或苯腈络合物反应制得：
dppf + PdCl2(RCN)2 → (dppf)PdCl2 + 2 RCN (RCN = 乙腈或苯腈)